# Augusto Alba Herrera
 Claudio Augusto Alba Herrera  (Caraz, Áncash, 21 de julio de 1922-Lima, 18 de abril de 2019) fue un maestro, escritor e historiador peruano. Sus publicaciones se centran en el estudio y recopilación de la historia, sociedades y costumbres de Áncash.

## Biografía
Nació en la ciudad ancashina de Caráz,en 1922, pasando su infancia y estudiando la primaria en esta. Parte de su secundaria la realiza en el colegio "Dos de Mayo", culminando en el Colegio Guadalupe de Lima. Posteriormente hizo sus estudios superiores en el Pedagógico de Lima.
Sus trabajos se caracterizan por indagaciones en archivos regionales, de Ancash y de Huánuco; se basa en documentos que le alcanzan las comunidades campesinas sobre composición de tierras en la colonia; le sirven para su trabajo ivestigativo cartas, bandos, libelos, papeles de notaría; recibe comunicaciones de historiadores de Argentina, Bolivia y México sobre temas de la Independencia o de los primeros años de la República. Rastrea también en las fuentes orales y se entrevista con los descendientes de los personajes historiados.Presenta sus personajes en sus acciones, ideas y, a veces, sus fracasos y carencias. No descuida el entorno social y la correlación de las condiciones externas y las endógenas que tratan de explicar los sucesos históricos. No hace simple historiagrafía.Se esfuerza por analizar e interpretar.

## Publicaciones varias
- "Cien años de historia del Colegio nacional 2 de Mayo"
- "La provincia de Huaylas en la Historia"
- "Yungay Histórico"
- "Atusparia y la revolución campesina de 1885 en Ancash"
- "La Revolución Aprista de 1932 Huaraz- Ancash
- "Proceso de inserción del Cristianismo en la región Chavín", ensayo incluido en la obra conmemorativa, Cien años de Vida Diocesana.
- "Ancash en el recuerdo y para el recuerdo"
- "Huaraz: Historia de un pueblo en transformación"
- "Celso V. Torres - Amigo de Palma en Caraz"
- "Ancash y la guerra con Chile"
- "Enciclopedia temática de la literatura de la provincia de Huaylas"
- "Las luchas campesinas en el Perú: Ancash y Región Central"
- "La independencia de Ancash y sus próceres"
- "La costa de Ancash en la historia"
- "Luis Pardo Novoa, Anarquista Libertario"

## Premios
- Medalla "El dios Guari de Chavín, entregada por Dirección de Cultura, en El Congreso, el 28.02. 2012
- Medalla y diploma de reconocimiento por la Asociación Nacional de Rectores. (2010)

## Colaboraciones
Entre otras publicaciones ha colaborado y escribe en
- "AEPA" Nº 1, 2 y 3
- Hirka (2005)
- "Qellmi" publicación del INC de Huaraz
- Prensa Ancashina: varios números.